# André Ruyters
André Ruyters (Brussel, 4 maart 1878 - Parijs, 8 februari 1952) was een Belgisch Franstalig romanschrijver en dichter.

## Levensloop
Ruyters was de zoon van bankier Victor Ruyters (1848-1889) en Joséphine Lammens (1849-1920), die de dochter was van Fanny Bauwens (1808-1893), getrouwd met de industrieel Jean-Baptiste Lammens (1803-1879). Fanny Bauwens was de dochter van Charles Bauwens (1778-1836) en Pétronille de Cesve (1781-1869). Charles Bauwens was een jongere broer van de bekende Lieven Bauwens (1769-1822).
Doctor in de rechten geworden, trad André Ruyters in de voetsporen van zijn vader en werd bankier. Hij werd weldra afgevaardigde van zijn bank in Parijs. Tijdens de Eerste Wereldoorlog was hij tolk bij het Engels leger. Na de oorlog vertrok hij naar Abyssinië waar hij commerciële activiteiten organiseerde. In 1924 werd hij door zijn bank naar het Verre Oosten gestuurd en bleef er tot na de Tweede Wereldoorlog.
Hij keerde terug naar Europa en bracht zijn laatste levensjaren in Parijs door.
Ruyters was getrouwd met Georgine Lyon des Essarts, met wie hij een dochter had, Luce.
Hij was een liefhebber van paarden en jacht en verzamelde inheemse kunst.

## Schrijver
Op het einde van de negentiende eeuw begon Ruyters te publiceren. Hij behoorde tot een literaire vriendenkring, waar ook Henri Vandeputte, Christian Beck en Louis Pierard toe behoorden.
Zijn ideeën over de 'naturistische' literatuur deelde hij mee in 'L'Art Moderne', in 'Coq Rouge' (gesticht door Georges Eekhoud), in 'Antée' en later in 'Le Thyrse'.  Na het verdwijnen van 'Antée' was hij, samen met Gide, Henri Ghéon en andere de oprichter van La Nouvelle Revue Française. Hij lag tevens aan de basis van de nauwe en lange samenwerking tussen Gaston Gallimard en de Brugse drukkerij Sinte-Catharina van Edward Verbeke.
Vooral in zijn jonge jaren publiceerde hij romans en novellen op het eeuwige thema van de liefde en de lust. Hij werd bekritiseerd als auteur van pornografische geschriften en van amoralisme. Zijn werk Le correspondace du mauvais-riche, gepubliceerd in 1899, wekte de nodige beroering in de Belgische artistiek-literaire pers. De roman was een fictieve briefwisseling tussen le mauvais-riche, een personage van een parabel uit het evangelie van Lucas, en een aantal andere Bijbelse figuren. Velen zagen in het werk een aanval op het christelijk geloof. Het tijdschrift Durendal sprak zelfs van blasfemie. Ook in andere avant-gardetijdschriften liet men zich niet onverdeeld positief uit over het werk aangezien de roman een sterke beïnvloeding van Nietzsche uitstraalde. Net zoals Georges Dwelshauvers heeft ook André Ruyters een sterke bijdrage geleverd aan de kennis van Nietzsche in België.
Zijn leven lang correspondeerde hij druk met André Gide, Jacques Copeau, Jean Schlumberger en andere.
Hoewel Ruyters de bekendheid niet heeft verworven van tijdgenoten als Emile Verhaeren of Camille Lemonnier, was hij in zijn tijd zeker geen onbekende.

## Publicaties
- Œuvres complètes, uitgegeven door Victor MARTIN-SCHMETS, V. ed. 5 volumes, Lyon, 1987-1990
- Les oiseaux dans la cage, roman, 1896.
- Les escales galantes, roman, 1898.
- Les mains gantées et les pieds nus, 1898.
- La correspondace du mauvais-riche, 1899
- Les jardins d'Armide, roman, 1899.
- Les dames au jardin, roman, 1900.
- Le tentateur, roman, 1904.
- Le mauvais riche, verhalen, 1907